# 南部家直
南部 家直（なんぶ いえなお）は、江戸時代初期の陸奥国盛岡藩の藩主一門。通称は兵六郎、のちに大膳。諱は経貞、また経直とも。

## 略歴
初代藩主・南部利直の庶長子として福岡城（もとの九戸城）にて誕生。母は家臣・今渕政明の娘のお三世。
慶長5年（1600年）に福岡城代となるが、慶長18年（1613年）に16歳で福岡城で没する（公子伝）。
墓所は青森県三戸郡三戸町の梅嶺山法泉寺。